# مونسورو
مونسورو (بالفرنسية:  [[:Media:|تُنطق]] [اسمع في هذا المتصفح]Montsoreau)‏(
تنطق بالفرنسية: [mɔ̃sɔʁo]
) هي مدينة فرنسية. تقع في غرب البلاد وهي مركز إقليم ماين ولوار بايي دو لا لوار. يبلغ عدد سكان مونسورو 447 نسمة (إحصاءات 2015).

## الموقع
تشترك في الحدود مع:
- Turquant [الإنجليزية]‏
- Candes-Saint-Martin [الإنجليزية]‏
- Chouzé-sur-Loire [الإنجليزية]‏
- Fontevraud-l'Abbaye [الإنجليزية]‏
- Varennes-sur-Loire [الإنجليزية]‏.

## المناخ
| البيانات المناخية لـمونسورو (Montsoreau)                            | البيانات المناخية لـمونسورو (Montsoreau) | البيانات المناخية لـمونسورو (Montsoreau) | البيانات المناخية لـمونسورو (Montsoreau) | البيانات المناخية لـمونسورو (Montsoreau) | البيانات المناخية لـمونسورو (Montsoreau) | البيانات المناخية لـمونسورو (Montsoreau) | البيانات المناخية لـمونسورو (Montsoreau) | البيانات المناخية لـمونسورو (Montsoreau) | البيانات المناخية لـمونسورو (Montsoreau) | البيانات المناخية لـمونسورو (Montsoreau) | البيانات المناخية لـمونسورو (Montsoreau) | البيانات المناخية لـمونسورو (Montsoreau) | البيانات المناخية لـمونسورو (Montsoreau) |
| الشهر                                                               | يناير                                    | فبراير                                   | مارس                                     | أبريل                                    | مايو                                     | يونيو                                    | يوليو                                    | أغسطس                                    | سبتمبر                                   | أكتوبر                                   | نوفمبر                                   | ديسمبر                                   | المعدل السنوي                            |
| ------------------------------------------------------------------- | ---------------------------------------- | ---------------------------------------- | ---------------------------------------- | ---------------------------------------- | ---------------------------------------- | ---------------------------------------- | ---------------------------------------- | ---------------------------------------- | ---------------------------------------- | ---------------------------------------- | ---------------------------------------- | ---------------------------------------- | ---------------------------------------- |
| الدرجة القصوى °م (°ف)                                               | 16.9 (62.4)                              | 20.8 (69.4)                              | 23.7 (74.7)                              | 29.2 (84.6)                              | 31.8 (89.2)                              | 36.7 (98.1)                              | 37.5 (99.5)                              | 39.8 (103.6)                             | 34.5 (94.1)                              | 29.0 (84.2)                              | 22.3 (72.1)                              | 18.5 (65.3)                              | 39.8 (103.6)                             |
| متوسط درجة الحرارة الكبرى °م (°ف)                                   | 11.1 (52.0)                              | 12.1 (53.8)                              | 15.1 (59.2)                              | 17.4 (63.3)                              | 22.5 (72.5)                              | 27 (81)                                  | 26.4 (79.5)                              | 27.2 (81.0)                              | 21.6 (70.9)                              | 19.9 (67.8)                              | 12.7 (54.9)                              | 9.2 (48.6)                               | 19.2 (66.6)                              |
| المتوسط اليومي °م (°ف)                                              | 6.2 (43.2)                               | 8.2 (46.8)                               | 10.8 (51.4)                              | 10.9 (51.6)                              | 16.5 (61.7)                              | 20.6 (69.1)                              | 20.8 (69.4)                              | 21.4 (70.5)                              | 16.5 (61.7)                              | 15 (59)                                  | 8.5 (47.3)                               | 5.9 (42.6)                               | 14.1 (57.4)                              |
| متوسط درجة الحرارة الصغرى °م (°ف)                                   | 8.8 (47.8)                               | 4 (39)                                   | 6.5 (43.7)                               | 4.5 (40.1)                               | 10.6 (51.1)                              | 14.2 (57.6)                              | 15.3 (59.5)                              | 15.3 (59.5)                              | 11.2 (52.2)                              | 10.2 (50.4)                              | 4.4 (39.9)                               | 2.6 (36.7)                               | 9.0 (48.2)                               |
| الهطول مم (إنش)                                                     | 66 (2.6)                                 | 35 (1.4)                                 | 50 (2.0)                                 | 3.5 (0.14)                               | 45 (1.8)                                 | 51 (2.0)                                 | 27 (1.1)                                 | 15.5 (0.61)                              | 34 (1.3)                                 | 11.5 (0.45)                              | 29 (1.1)                                 | 40 (1.6)                                 | 411 (16.2)                               |
| متوسط الأيام المثلجة                                                | 1.7                                      | 1.9                                      | 1.4                                      | 0.2                                      | 0.1                                      | 0.0                                      | 0.0                                      | 0.0                                      | 0.0                                      | 0.0                                      | 0.4                                      | 1.3                                      | 7.0                                      |
| متوسط الرطوبة النسبية (%)                                           | 88                                       | 84                                       | 80                                       | 77                                       | 77                                       | 75                                       | 74                                       | 76                                       | 80                                       | 86                                       | 89                                       | 89                                       | 81.3                                     |
| ساعات سطوع الشمس الشهرية                                            | 69.9                                     | 90.3                                     | 144.2                                    | 178.5                                    | 205.6                                    | 228                                      | 239.4                                    | 236.4                                    | 184.7                                    | 120.6                                    | 67.7                                     | 59.2                                     | 1٬824٫5                                  |
| المصدر #1: Climatologie mensuelle à la station de Montreuil-Bellay. |                                          |                                          |                                          |                                          |                                          |                                          |                                          |                                          |                                          |                                          |                                          |                                          |                                          |
| المصدر #2: Infoclimat.fr (humidity, snowy days 1961–1990)           |                                          |                                          |                                          |                                          |                                          |                                          |                                          |                                          |                                          |                                          |                                          |                                          |                                          |